# Heterometrus swammerdami
Heterometrus swammerdami (лат.) — крупный вид скорпионов из семейства Scorpionidae, популярный при домашнем разведении в террариумах.

## Распространение
Южная Азия: Индия (Andhra Pradesh, Karnataka, Madhya Pradesh, Maharashtra, Pondichery, Tamil Nadu, Uttar Pradesh, West Bengal, Orissa, Mysore) и Шри-Ланка.

## Описание
Один из крупнейших видов скорпионов. Длина взрослых особей 130—170 мм, окраска от красновато-бурой до красновато-чёрной. Известен рекордный экземпляр (292 мм; 56 грамм), обнаруженный в годы Второй Мировой войны.